# Chela Castro
María Celia Ovejero Martínez (Santiago del Estero, 21 de junio de 1929-Ciudad de México, 15 de abril de 2014), conocida artísticamente como Chela Castro, fue una actriz argentina que desarrolló gran parte de su carrera en México. Forma parte de la época de oro del cine mexicano. 
Hija de Francisco Ovejero Castro y Remedio Martínez. Fue esposa del actor y productor Raúl Astor.
Debutó como actriz de teatro en la obra Dulce enemiga en 1950. En 1957 se trasladó a México. Allí participó en telenovelas como El derecho de nacer, Muchacha italiana viene a casarse, Pobre Clara, No temas al amor, Te sigo amando y Amigas y rivales. Durante los años 1980 trabajó junto a su marido en el programa cómico No empujen.
Desde 2011 había estado con muchos problemas de salud. Se retiró definitivamente en 2012. Castro falleció el 15 de abril de 2014 víctima de un Infarto agudo de miocardio. Sus restos fueron incinerados y las cenizas trasladadas a Argentina, donde también habían sido esparcidas las de su marido.

## Filmografía
- 2008: La rosa de Guadalupe
- 2003: Amar otra vez - Antuca Ropolo viuda de Moya
- 1987-2003: Mujer, casos de la vida real
- 2001: Amigas y rivales - Carlota
- 2001: Compañeros
- 2000: Ramona - Perpetua de Echagüe
- 1998: ¿Qué nos pasa?
- 1997: Lotería mortal
- 1996-1997: Te sigo amando - Leonor Cruz
- 1994: El día que me quieras - Fernanda
- 1985: Angélica - Eloísa
- 1983: Profesión: Señora
- 1982: Verónica: el rostro del amor - Sara
- 1980: No temas al amor - Cristina vda. de Contreras
- 1979: Vamos juntos - Juana
- 1978: Rosario de amor - Elena
- 1977: Dos a quererse
- 1976: El ministro y yo - Victoria «Vicky». (como Celia Castro).
- 1975: Pobre Clara - Clara Isabel Escobedo Acevedo
- 1973: Entre brumas - Deborah Winters
- 1972: Me llaman Martina Sola
- 1971: Ya somos hombres
- 1971: Muchacha italiana viene a casarse. Fanny
- 1970: Simplemente vivir
- 1969: El mes más cruel
- 1969: Puente de amor
- 1969: Sin palabras - Catherine
- 1968: Simplemente vivir
- 1967: Entre sombras
- 1967: Lágrimas amargas - Bianca Baida
- 1966: El derecho de nacer - Matilde del Junco
- 1966: El despertar
- 1965: Abismo - Vivien
- 1955: Ayer fue primavera
- 1955: Más fuerte que el amor
- 1949: Opio
- 1948: Angelitos negros
- 1946: Cásate y verás
- 1946: Palabras de mujer
- 1945: Dos pasiones
- 1944: Alma de bronce
- 1944: El mexicano
- 1944: Nana
- 1943: Tentación
- 1940: Siboney - Caridad

En teatro
- "Los monólogos de la vagina"
- "Las viejas vienen marchando"
- "La maestra bebe un poco"
- "Los hijos de Eduardo"
- "El amor no tiene edad"
- "Los derechos de la mujer"
- "Travesuras en domingo"
- "Dulce enemiga"